# Karl Knöller
Karl Knöller (* 8. Juni 1868 in Höfen an der Enz; † 24. November 1963 in Mühlacker) war ein deutscher Heimatforscher, Schriftsteller und Komponist.

## Leben
Karl Knöller war ein unehelicher Sohn des Kommerzienrates Carl Commerell, eines Fabrikanten in Höfen, und einer Haushaltshilfe. Vermutlich finanzierte sein leiblicher Vater die Ausbildung Knöllers zum Lehrer.
Karl Knöller arbeitete zunächst als Hilfslehrer, ehe er 1901 eine Stelle als unterer Hauptlehrer in der Realschule Dürrmenz-Mühlacker erhielt. Hier begann er zu dichten und zu komponieren und außerdem sich mit der Ortsgeschichte zu beschäftigen und für die Erhaltung und Verschönerung der Bau- und anderen Denkmäler zu sorgen: Er kümmerte sich um die Neugestaltung der Burgruine und der zugehörigen Anlagen, gründete zusammen mit Dr. August Hebenstreit 1929 ein Heimatmuseum und betätigte sich im Verschönerungsverein, zu dessen Vorstand er gehörte. Dort war er z. B. bezüglich der Schaffung des Arnaud-Denkmals und der Anlage des Weges zum Kisslingwald sowie des Burgwegs aktiv. Knöller schrieb häufig Artikel für die Zeitung, publizierte Gedichte und verfasste ein Heimatbuch mit dem Titel Unser Dürrmenz-Mühlacker, das auch noch nach Jahrzehnten wieder neu aufgelegt wurde. Am 16. September 1925 wurde ihm das Ehrenbürgerrecht in Mühlacker verliehen; im zugehörigen Gemeinderatsprotokoll ist unter anderem zu lesen: „Was Studienrat Knöller als Vorstand des Verschönerungsvereins in aufopfernder Weise der Allgemeinheit und dadurch der Gemeinde geleistet hat, lässt sich im einzelnen nicht aufzählen.“ 1933 wurde Karl Knöller pensioniert, am 8. August 1958 erhielt er das Bundesverdienstkreuz.
Knöllers Wohnhaus an der Dürrmenzer Königstraße sowie sein Grab auf dem dortigen Friedhof sind noch erhalten. In Mühlacker gibt es eine Karl-Knöller-Straße.